# آنتروپیک
آنتروپیک پی‌بی‌سی (به انگلیسی: Anthropic PBC) یک استارت‌آپ هوش مصنوعی (AI) آمریکایی است که توسط اعضای سابق اوپن‌ای‌آی تأسیس شده‌است. آنتروپیک در توسعه سیستم‌های هوش مصنوعی عمومی و مدل‌های زبانی با استفاده مسئولانه از هوش مصنوعی فعالیت می‌کند.

## پروژه‌ها

### کلود
آنتروپیک، توسعه چت‌بات هوش مصنوعی خود را به نام کلود (Claude) با محققان سابق اوپن‌ای‌آی درگیر در توسعه مدل‌های GPT-2 و GPT-3 آغاز کرد. مشابه چت‌جی‌پی‌تی، کلود از یک رابط پیام‌رسانی استفاده می‌کند که در آن کاربران می‌توانند سؤالات یا درخواست‌هایی ارسال کنند و پاسخ‌های بسیار دقیق و مرتبط را دریافت کنند. کلود ۵۲ میلیارد پارامتر دارد.